# Isla Anacapa
Isla Anacapa es una pequeña isla volcánica situada a unos 18 km (11 millas) de la costa de Oxnard, California, en el condado de Ventura. La isla se compone de una serie de islotes cercanos de seis kilómetros de longitud, que se extienden en su mayoría con orientación este-oeste, a cinco millas al este de la isla Santa Cruz. La isla se compone de tres islas: Este, Medio y Anacapa Oeste, conocidas colectivamente como las "Anacapas" por algunos autores. Los islotes tienen acantilados escarpados, que caen abruptamente hacia el mar. La superficie total es de 2,947 kilómetros cuadrados (1.138 millas cuadradas). El punto más alto es el Pico 2 en la isla del oeste, a  930 pies (283 m).